# 趙少維
趙少維（Chiu Siu Wai，1996年2月16日—），生於香港，香港足球運動員，司職前鋒，現時效力香港超級聯賽球會駿英九龍城。

## 球會生涯
趙少維生於香港，自小喜愛足球的他年幼時常與好友征戰各街場，終於15歲開始在荃灣區隊接受有系統的訓練，到2015年球季更加盟港超聯地區球會黃大仙，同時代表香港教育大學出戰各大專賽事，惟他因需應付學業，除在對南華一戰坐過後備席就再無機會。
隨後他於代表教育大學對港超聯球會和富大埔的友賽中，因出色表現而獲大埔主教練李志堅賞識，更經過一輪過試腳後，於2016年8月與隊友梁星耀獲和富大埔開出一紙合約，踏上職業足球生涯，雖然趙少維因應課堂未能跟足操練，不過他於2017年1月18日以1–0擊敗班霸傑志的菁英盃首圈，職業生涯首度亮相，到同年5月3日他在菁英盃決賽後備登場，並為球會奪得當屆的菁英盃冠軍，總結他職業生涯首季以來總共有7次的上陣機會，而且全部都是後備登場，
隨後他於2018年2月9日對夢想FC的菁英盃分組賽，在17分鐘禁區近射取得職業生涯首個入球，協助大埔以2–0勝出。
2019年10月2日，為了得到更多上陣機會，趙少維以外借身份加盟愉園半季。
2023年7月，趙少維加盟駿英九龍城。

## 國際賽生涯
雖然趙少維首季以來總共有7次的上陣機會，而且全部都是後備登場，但他便贏得香港隊教練團賞識，於2017年5月首度挑選入香港U22的集訓名單中，而他還在熱身賽有不俗的表現，並於對傑志的練習賽，獲主教練金判坤指他有一定的身體質素和好紀律，而且有拚勁。

## 球場以外
趙少維是香港教育大學體育教育榮譽學士的畢業生，他隨和富大埔降班後亦一度成為全職教師。此外，他自幼便視葡萄牙球皇C朗拿度為學習對象，並深信勤力就會有回報，而他也一直對9號這個號碼情有獨鍾，所以他於加盟和富大埔後選擇穿上球會的90號球衣。

## 榮譽
和富大埔
- 香港菁英盃冠軍（2016–17季度）
- 香港預備組聯賽冠軍（2017–18季度）
- 香港超級聯賽冠軍（2018–19季度）
- 香港甲組聯賽盃冠軍（2021-22季度）

## 外部連結
- 香港足球總會網頁球員註冊資料 （页面存档备份，存于）